# Западна диамантена гърмяща змия
Западните диамантени гърмящи змии (Crotalus atrox) са вид влечуги от семейство Отровници (Viperidae).
Срещат се в северните части на Мексико и югозападните Съединени американски щати.
Таксонът е описан за пръв път от американския естественик Спенсър Фулъртън Бърд през 1853 година.